# Богословский, Виктор Степанович
Ви́ктор Степа́нович Богосло́вский (20 апреля (2 мая) 1841, Тамбов — 18 (31) июля 1904, Пятигорск) — русский врач, фармаколог и бальнеолог, ординарный профессор Московского университета, директор Фармакологического института при Московском университете.

## Биография
Происходил из обер-офицерских детей, сын коллежского асессора. Окончил Тамбовскую гимназию (1859) и медицинский факультет Московского университета (1864) со степенью лекаря с отличием. Ученик А. А. Соколовского. После окончания обучения был оставлен при университете. В 1865 году поступил на службу ассистентом (позднее утверждён сверхштатным ординатором) университетской госпитальной терапевтической клиники. В ноябре 1868 года защитил диссертацию на степень доктора медицины «Опытные и клинические исследования над серебром» и был отправлен на два года в командировку за границу для подготовки к занятию кафедры терапии.
В 1870 году Богословский открыл лечебницу для лечения сжатым и разреженным воздухом, при которой читал курс аэротерапии студентам и врачам.
С сентября 1872 года Богословский в качестве приват-доцента Московского университета преподавал учение о минеральных водах и токсикологии; с 1864 года он — экстраординарный профессор по кафедре фармакологи, ординарный профессор кафедры фармакологии с рецептурой, токсикологией и учением о минеральных водах (1898—1904) медицинского факультета.
С детства он страдал глаукомой, которая едва не привела к слепоте; в 1872 году в Берлине ему была сделана успешная операция.
С 1897 года В. С. Богословский — заслуженный профессор Московского университета.
В 1898 году он стал первым директором Фармакологического института при Московском университете.
В 1901 году В. С. Богословский «по возрасту» уволен из числа штатных профессоров с сохранением звания.
Умер 18 (31) июля 1904 года и был похоронен в Пятигорске.
В Москве жил на Петровке (дом № 21).

## Основные труды
- «О причинах возникновения холеры, её распространении и мерах, способствующих её прекращению» (М., 1872)
- «Ессентуки в лечебный сезон 1884 г. Административный отчёт» (1885)
- «Пятигорские и с ними смежные воды» (1886)
- «Лечебные места Европы» (М., 1888; 2-е изд. — 1898)
- «О предстоящей фармацевтической деятельности женщин и необходимости устройства женского фармацевтического института» (1889)
- «О составе и притоках Ессентукского источника № 17 после его разработки» (1889)
- «Современная эксплуатация кавказских минеральных вод» (М., 1899; 3-е изд. — 1902).